# 반쪽아이들
"반쪽아이들"은 1990년에 개봉한 대한민국의 영화이며 최불암 (남철 부 역)은 해당 영화 이후 한동안 방송,드라마에만 전념해 왔다가 2004년 까불지마로 스크린 복귀를 했다.

## 캐스팅
- 이재학 : 남철 역
- 이미나 : 민희 역
- 정혜선 : 남철 모 역
- 최불암 : 남철 부 역
- 최현성 : 동호 역
- 한규식 : 찬근 역
- 서창숙 : 지애 역
- 남정희 : 동호 모 역
- 김경란 : 박 여인 역
- 나갑성 : 순경 역
- 한정화 : 소영 역
- 최혜영 : 여진 역
- 양혜정 : 동희 역
- 김성수 : 경일 역
- 이광표 : 덕만 역
- 권진호 : 학생 역
- 김윤옥 : 경옥 역
- 이정아 : 남희 역
- 양영준 : 교장 역
- 신국오 : 허 선생 역
- 박부양 : 박사 역
- 장석민 : 박사 역
- 이권길 : 박사 역
- 조동근 : 박사 역